# Zkušební mikrotelefon

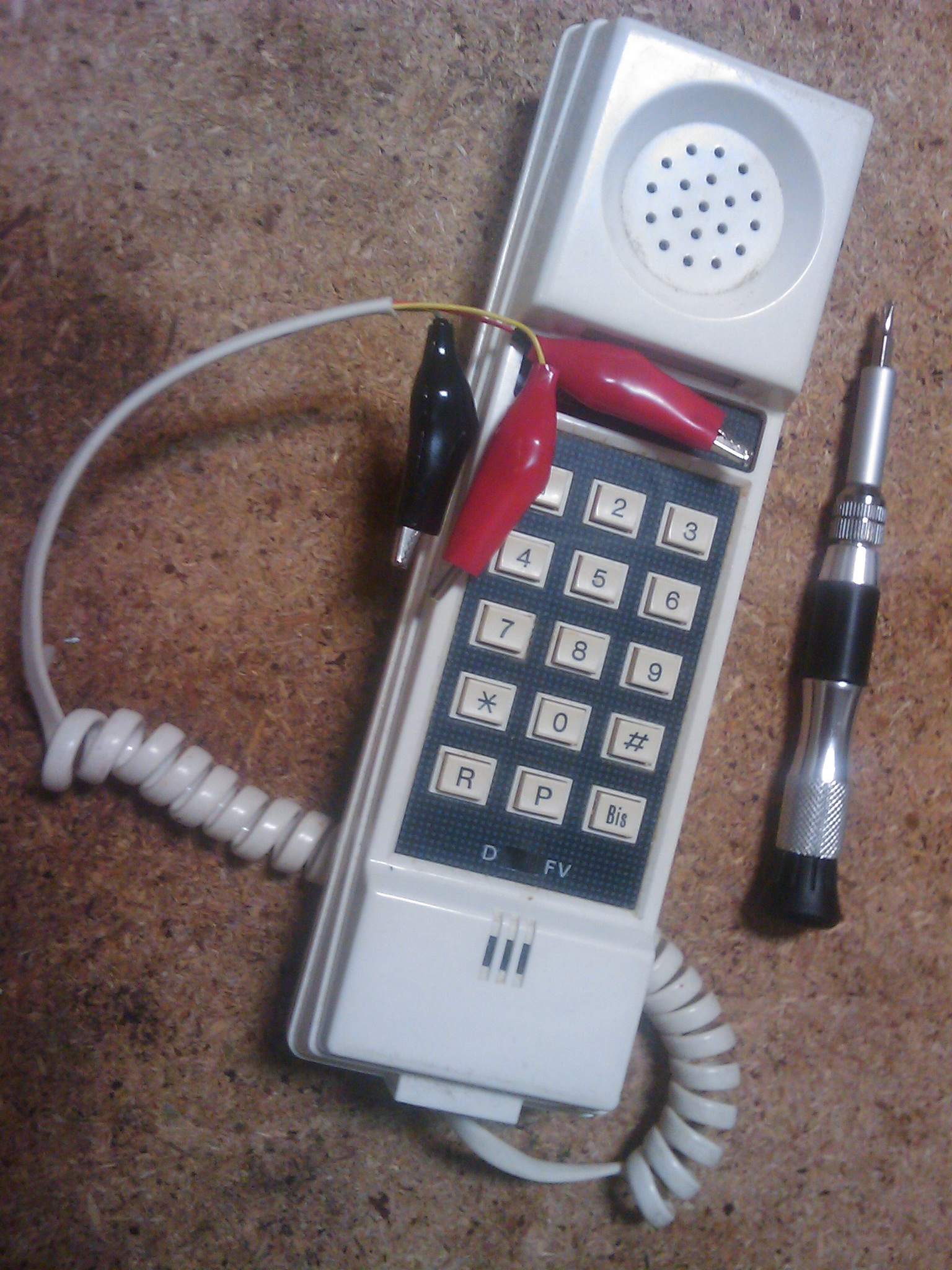
Zkušební mikrotelefon

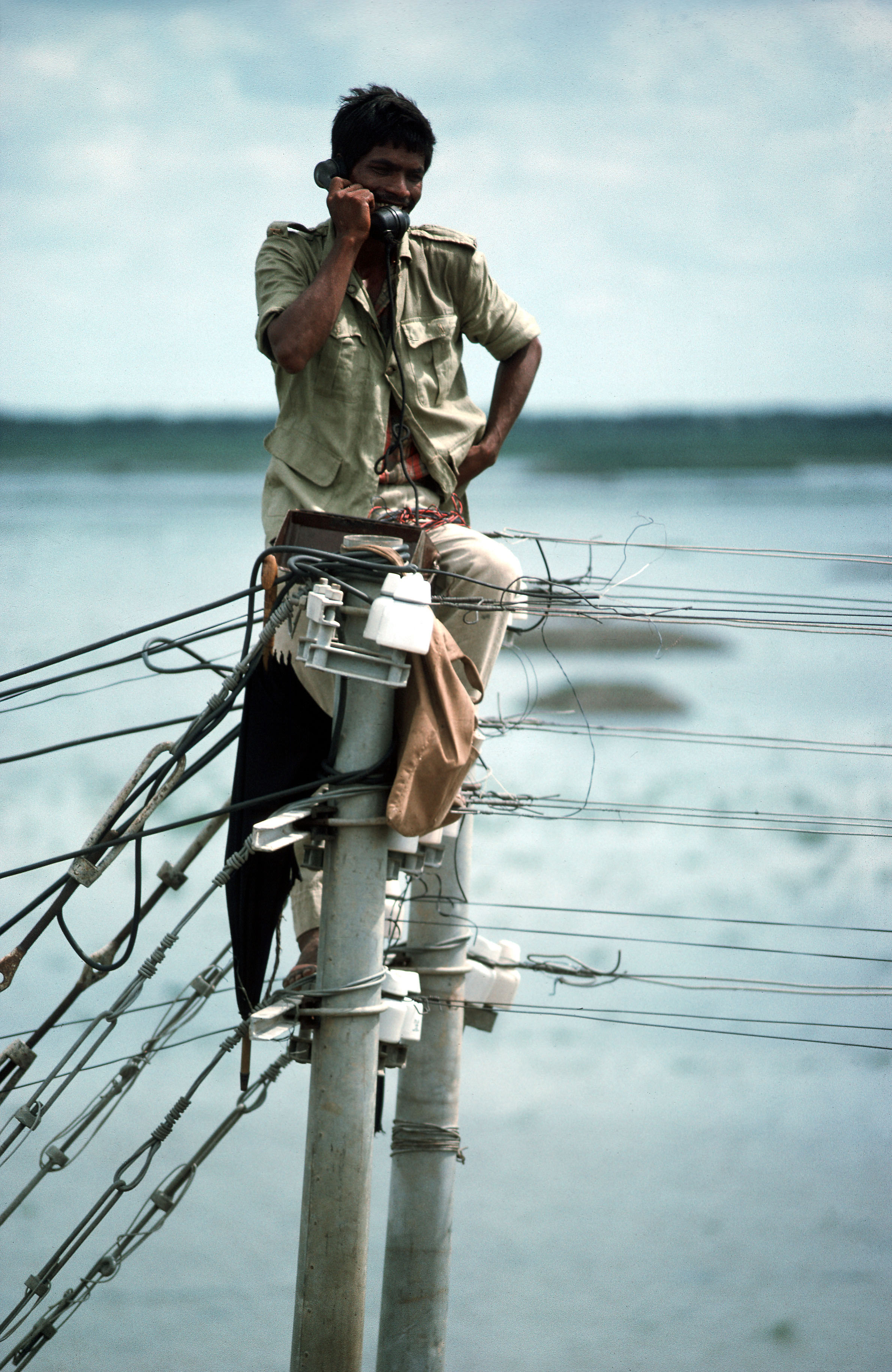
Kontrola telefonních linek v Bangladéši

Zkušební mikrotelefon je přístroj určený pro servisní techniky, kteří se zabývají zapojováním, údržbou a opravami koncových telekomunikačních zařízení.

## Použití přístroje
Přístroj obvykle umožňuje:
- impulsní, frekvenční a smíšenou volbu účastnického čísla
- opakování naposledy voleného čísla
- vkládání mezisériové pauzy
- kalibrované přerušení linky (flash)
- optickou kontrolu polarity linky
- optickou a akustickou kontrolu přítomnosti tarifikačních impulsů (16 kHz)
- optickou kontrolu hovorového stavu telefonního přístroje
- monitorování nízkofrekvenčního signálu
- kontrolu přítomnosti vyzváněcího signálu
- vysílání nízkofrekvenčního signálu do účastnické linky
- optickou a akustickou kontrolu vodivosti vedení